# Alicia del Carpio
Alicia del Carpio (Madrid, 1930 - Ibidem., 10 de diciembre de 2020) fue una actriz, presentadora y libretista colomboespañola, reconocida principalmente por su participación en la serie de televisión Yo y tú.

## Biografía
Del Carpio nació en Madrid en 1930. Se vinculó profesionalmente con la Radio Nacional de España como locutora y en la década de 1950 recibió una oferta laboral de Rafael Maya, director de la Radiodifusora Nacional de Colombia, para trabajar en ese país durante seis meses. En Colombia empezó a trabajar en la radio y decidió extender su vínculo, recibiendo la nacionalidad en la década de 1960 y desempeñándose además como actriz y libretista.
Obtuvo reconocimiento en el país con su intrpretación como Doña Alicita en la comedia de situación Yo y tú, de la que además fue creadora y libretista. La serie fue transmitida durante veinte años y nueve meses (entre 1956 y 1976), y sirvió como trampolín para reconocidos actores como Álvaro Ruiz Zúñiga, Carlos Muñoz Sánchez, Hernando Casanova, Pepe Sánchez y Consuelo Luzardo. Volvió a la escena actoral en 1989 en la serie Las Ibáñez, interpretando a Doña Manuela Jacoba Arias, madre de las hermanas Nicolasa y Bernardina. Luego de pasar varias décadas en Colombia, regresó a su país natal.
Del Carpio falleció el 10 de diciembre de 2020 a los noventa años en la ciudad de Madrid.